# Liste der Naturdenkmäler in Sassenberg
Die Liste der Naturdenkmäler in Sassenberg nennt die Naturdenkmäler in Sassenberg im Kreis Warendorf in Nordrhein-Westfalen.

## Naturdenkmäler
| Nummer | Bezeichnung         | Lage                           | Bemerkung | Bild |
| ------ | ------------------- | ------------------------------ | --------- | ---- |
| 2.6.1  | Eiche               | (52° 2′ 46″ N, 7° 59′ 39,1″ O) |           |      |
| 2.6.2  | Hügelgräberfeld     | (52° 2′ 1″ N, 8° 4′ 10,9″ O)   |           |      |
| 2.6.3  | Eiche mit Bildstock | (51° 59′ 22,9″ N, 7° 59′ 2″ O) |           |      |